# Puppy Tale
«Історія про цуценя» («Щеняча казка») — 80-й епізод мультсеріалу «Том і Джеррі», що вийшов 23 січня 1954 року.

## Сюжет
Темної ночі автомобіль проїжджає по мосту над річкою. Він зупиняється на цьому мосту, з нього викидають мішок з цуценятами. Автомобіль їде геть.
Джеррі помічає цуценят, приречених на утоплення, витягує їх з річки. Усі цуценята, крім одного, тікають геть. Цуценя, що залишилося, Джеррі намагається занести в будинок.
Це цуценя п'є молоко з миски Тома, тому Том намагається вигнати його з дому. Це у нього не виходить, так як Джеррі постійно заносить цуценя назад додому.
Одного разу Тому все ж вдається вигнати цуценя і Джеррі на вулицю, але тут починається грозова злива. Том з жахом уявляє, що щеня і Джеррі тонуть у річці, йде на вулицю з парасолькою, щоб врятувати нещасне цуценя і Джеррі, але виявляється, що вони вже знайшли притулок від негоди. Сильний порив вітру здуває Тома з мосту в річку, в результаті Джеррі і цуценяті доводиться його рятувати. У будинку Джеррі приводить Тома до тями. Врятований Том вже не виганяє цуценя, а сам дає йому миску з молоком і ліжко. Тим часом щеня кличе всіх інших цуценят до себе.

## Факт
- Це один з випадків, коли в обох персонажах прокидається почуття совісті.